# Isla Auckland
La isla Auckland (en inglés: Auckland Island; en maorí: Motu Maha) es la isla principal de las islas Auckland, un archipiélago deshabitado al sur del océano Pacífico perteneciente a Nueva Zelanda. Está inscrita en la lista del Patrimonio Mundial de la UNESCO junto con las otras islas subantárticas de Nueva Zelanda en la región.
La isla tiene una superficie aproximada de 510 km² y unos 42 kilómetros de longitud. Destaca por sus acantilados y su terreno escarpado, que se eleva a más de 600 m. Algunos picos prominentes incluyen el pico Cavern (650 m), el monte Raynal (635 m) y el monte D'Urville (630 m).

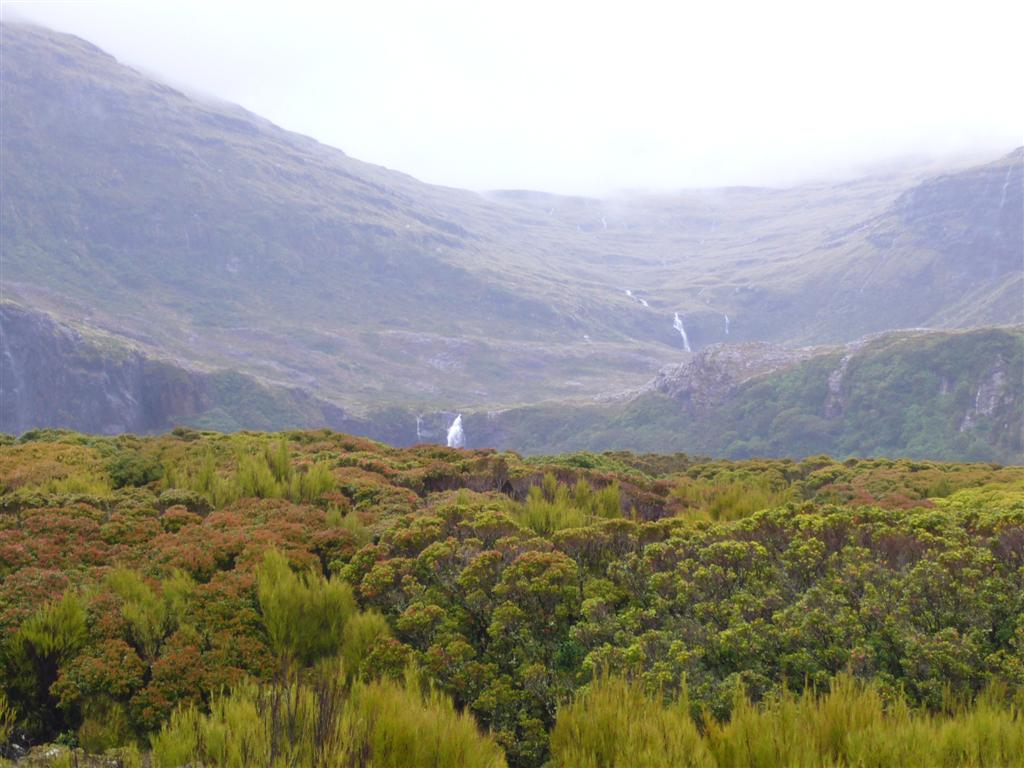
Vista del interior de la isla
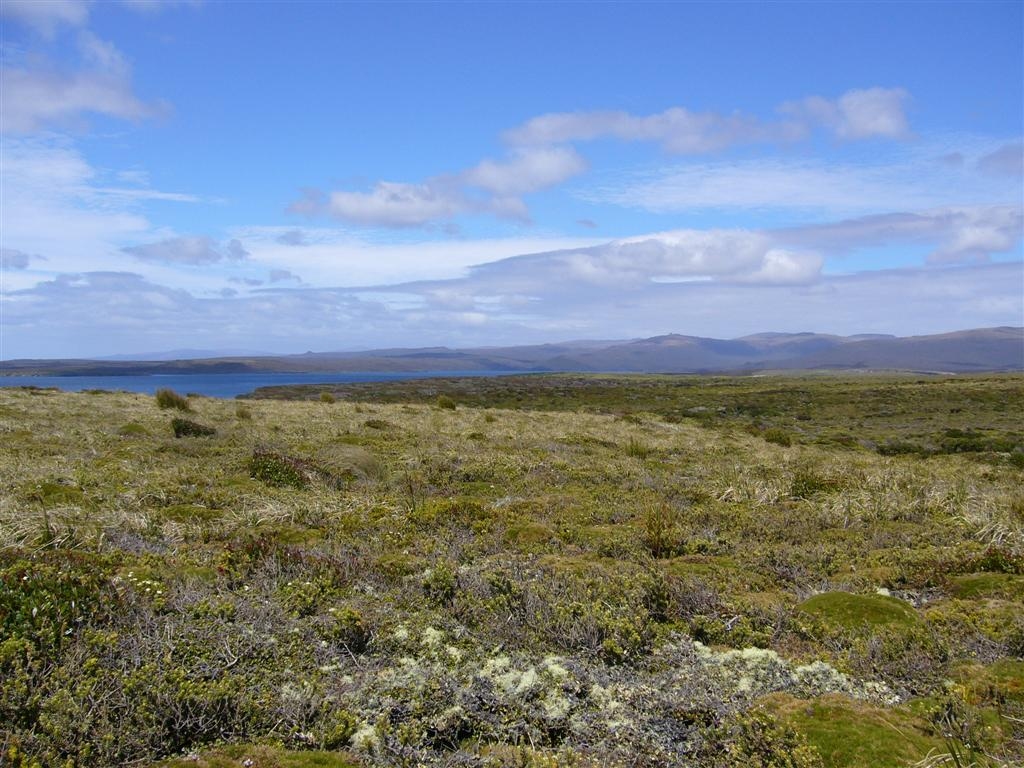
Otra vista de la isla Enderb
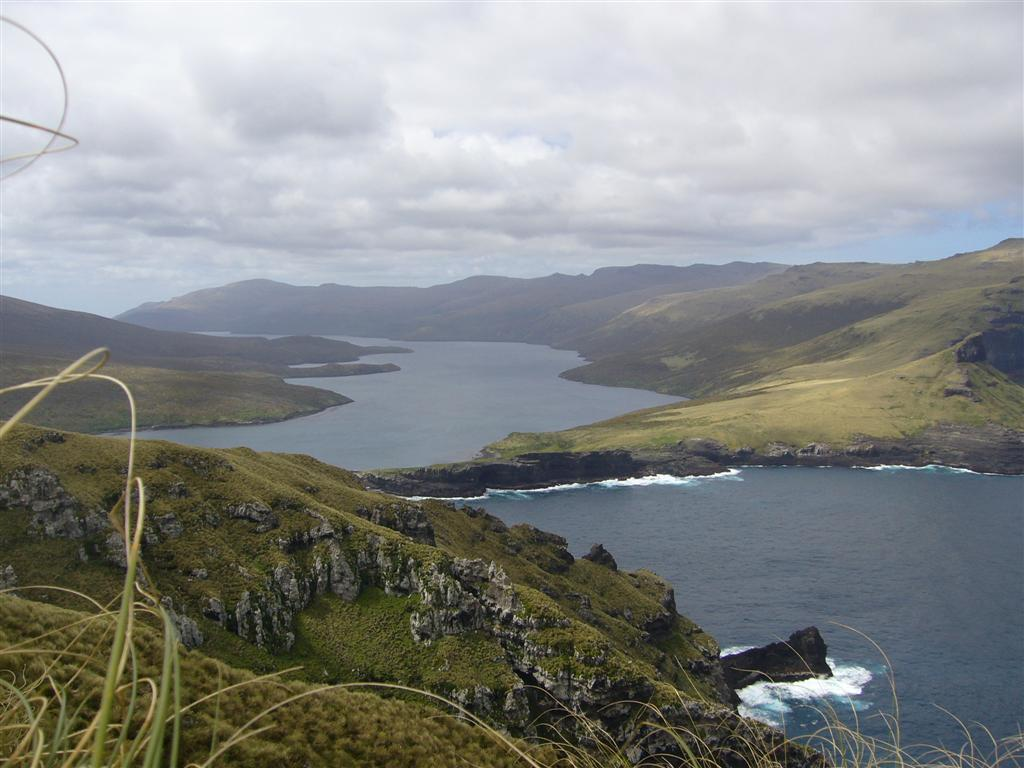
Puerto Carnley e isla Adams